# 徐時泰
徐時泰（1593年—？），字见可，號大玉，浙江杭州府钱塘县人。明朝政治人物。

## 生平
萬曆四十年（1612年）壬子科浙江鄉試舉人，天啓二年（1622年）壬戌科進士。考选翰林院庶吉士，四年正月授翰林院检讨，七年八月充顺天考试官，升翰林院侍讲，崇祯元年（1628年）被革职为民。